# Anna Winlock
Anna Winlock (15 de septiembre de 1857, Cambridge, Massachusetts - 4 de enero de 1904) fue una astrónoma estadounidense, e hija de Joseph Winlock e Isabella Lane. Como su padre, fue una computadora humana y astrónoma. Es plausible que esta conexión le haya permitido estar entre las primeras mujeres en ser conocidas como "las Computadoras de Harvard". También fue una distinguida mujer computadora, ya que hizo el catálogo más completo de estrellas cerca de los polos norte y sur de su época. También es recordada por sus cálculos y estudios sobre los asteroides. En particular, ella hizo cálculos en 433 Eros y 475 Ocllo.

## Años tempranos
Anna Winlock asistió a las escuelas de Cambridge de niña y comenzó a desarrollar un interés tanto en matemáticas como en el idioma griego. Después de su graduación, recibió una carta de su director expresando aprecio por su griego y de su carácter. Es por su ella por lo que ella comenzó a mostrar interés en la astronomía. Cuando tenía doce años, atendió a una expedición de eclipse solar con su padre Joseph Winlock, en su Estado natal de Kentucky. En junio de 1875, Joseph Winlock falleció poco después de que Anna se hubiese graduado en la escuela primaria. Anna siguió rápidamente los pasos de su padre para convertirse en la primera mujer miembro del personal remunerado del Observatorio del Harvard College.

## Observatorio del Harvard College
Después del fallecimiento Joseph Winlock, una viuda y cinco niños quedaron atrás, entre ellos Anna Winlock, la mayor de los niños. Le tocó a ella encontrar apoyo financiero para su familia y pronto se acercó al Observatorio del Harvard College en busca de un trabajo en cálculos. Específicamente, era capaz de reducir volúmenes de observaciones no reducidas, una década de números en estado inútil, que anteriormente su padre Joseph Winlock había dejado sin terminar. El director interino del Observatorio se quejó de que no podía procesar los datos, ya que «el estado de los fondos es una objeción a contratar a alguien». Aquí fue donde Anna Winlock se presentó al observatorio y se ofreció a reducir las observaciones. Habiendo sido previamente introducida a los principios de la astronomía matemática por su padre, ella parecía ser un activo capaz para el Observatorio y se le podía pagar menos de la mitad de la tasa prevaleciente para calcular en ese momento. Harvard pudo ofrecerle veinticinco centavos a la hora para hacer las computaciones. Winlock encontró las condiciones aceptables y tomó el puesto.

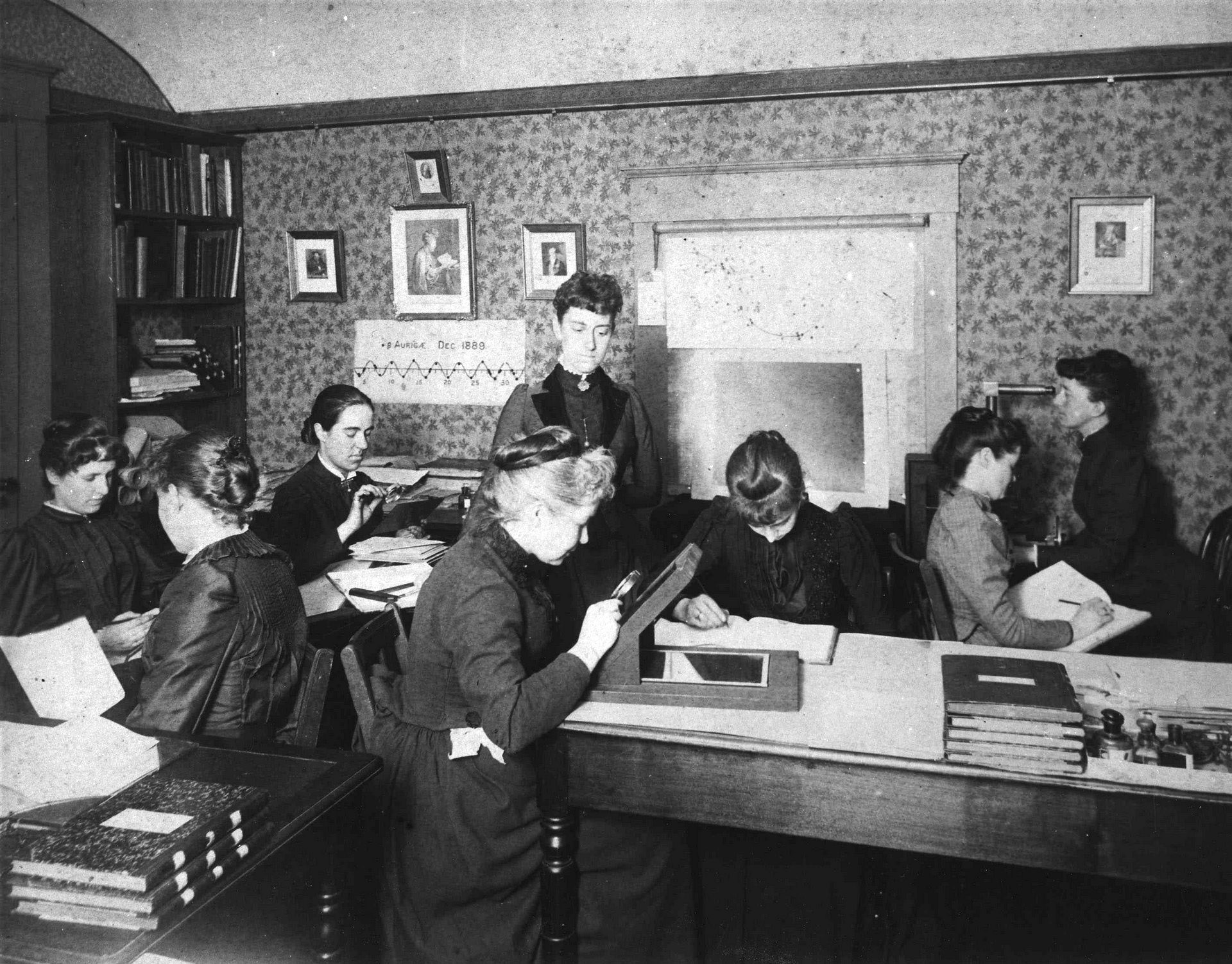
Las computadoras de Harvard

En menos de un año, se unieron al observatorio otras tres mujeres. Estas mujeres o "computadoras humanas" ganaron notoriedad por dar un incómodo ejemplo a las agencias de computación del Gobierno debido a los bajos salarios de las mujeres pero a la calidad de su trabajo arduo. Anna Winlock consideró importante el trabajo que se debe hacer en astronomía, especialmente para las mujeres. Por su propio desarrollo como científica y sus contribuciones duraderas al programa estelar del Observatorio, demostró convincentemente que la astronomía haría bien en recurrir al potencial hasta entonces no explotado de las mujeres.

## Contribuciones importantes
A través de sus treinta años de carrera en el Observatorio del Harvard College, Anna Winlock contribuyó a muchos proyectos en el observatorio. Su trabajo más significativo supuso el continuo y arduo trabajo de reducir y calcular las observaciones del círculo meridiano. El Observatorio, cinco años antes bajo la dirección de John Winlock, colaboró con múltiples observatorios extranjeros en un proyecto para la preparación de un amplio catálogo de estrellas. El proyecto se dividió en secciones o zonas de círculos paralelos al ecuador celeste. Anna Winlock comenzó a trabajar en la sección llamada "Cambridge Zone" poco después de haber sido contratada por el Observatorio. Trabajando durante más de veinte años en el proyecto, ella y sus colegas trabajan en la Cambridge Zone contribuyeron significativamente al Astronomische Gesellschaft Katalog. Los trabajos completos del Astronomishcen Gesellschaft contienen información de más de cien mil estrellas y es utilizado en muchos observatorios de todo el mundo y por investigadores.
Además de su trabajo en la Cambridge Zone, también contribuyó en muchos proyectos independientes. Supervisó la creación del Observatorio Annals (una colección de tablas que proporcionan las posiciones de estrellas variables en racimos) en 38 volúmenes.

## Fallecimiento
Los días previos a su muerte pasaron desapercibidos en su significado. Durante la mayor parte de su último año, no estuvo tan bien como de costumbre, teniendo problemas con un resfriado durante la mayor parte del tiempo. El 17 de diciembre de 1904, visitó el Observatorio del Harvard College por última vez. La última entrada en su cuaderno de reducciones fue el Día de Año Nuevo de 1904. Tres días más tarde, falleció repentinamente a los 47 años de edad en Boston, MA. Se realizó un funeral en la Capilla de St. John en Cambridge, Massachusetts.